# Checkerboard Mesa
Checkerboard Mesa (littéralement « mesa en damier »), situé au sud-ouest de l'État américain de l'Utah, est une des montagnes les plus connues du parc national de Zion. La montagne est une mesa qui culmine à 2 033 m.
La base de la montagne est accessible par l'intermédiaire de l'Utah State Route 9.

## Étymologie
Son nom lui a été donné en 1938 par Preston Patraw, le superintendant du parc national de Zion. Il compare le mesa à une sorte de damier en raison des lignes causées par l'érosion sur la roche sédimentaire qui compose la montagne. 